# Jackie Clark

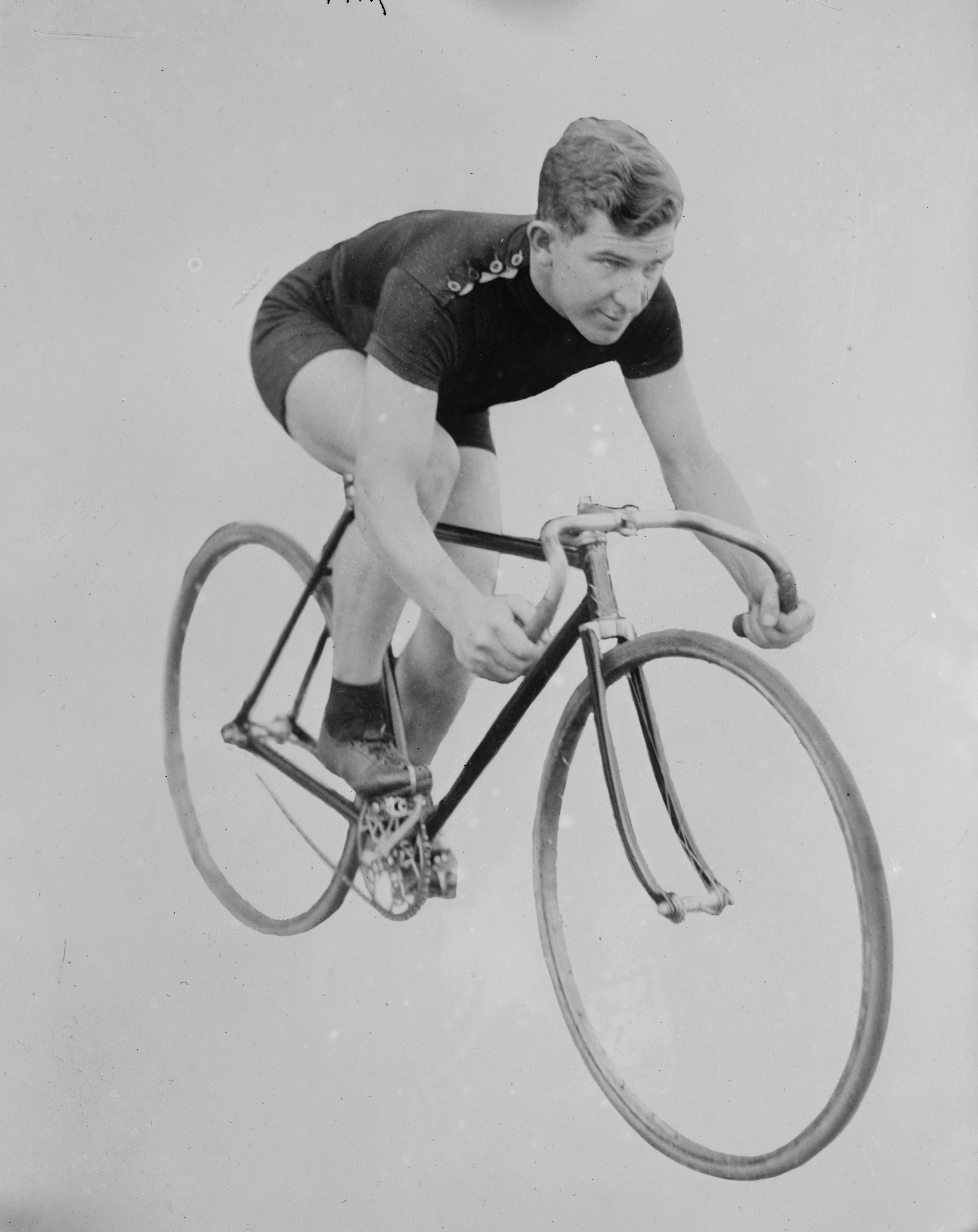
Jackie Clark 1912.

John Adolphus Clark, kallad Jackie eller Jack, född den 1 mars 1884 i Camperdown, Victoria, död den 22 december 1958 i Santa Barbara, var en australisk bancyklist. Efter att ha vunnit "Austral Wheelrace" 1904 och blivit australisk mästare på en engelsk mil 1906 åkte han till USA och blev professionell, där han firade framgångar i olika typer av lopp, mest notabelt sexdagarslopp, och han besökte även Europa.

## Meriter
1909/1910
Vinnare av New Yorks sexdagars med Walter Rütt
1910/1911
Vinnare av Berlins sexdagars med Walter Rütt
Vinnare av Buffalos sexdagars med Ernie Pye
2:a i New Yorks sexdagars med Walter Rütt
1911/1912
Vinnare av New Yorks sexdagars med Joe Fogler
3:a i Melbournes sexdagars med Reginald McNamara
1912/1913
Vinnare av Berlins sexdagars med Alfred Hill
3:a i New Yorks sexdagars med Alfred Hill